# Armin Klein (Politiker, 1922)

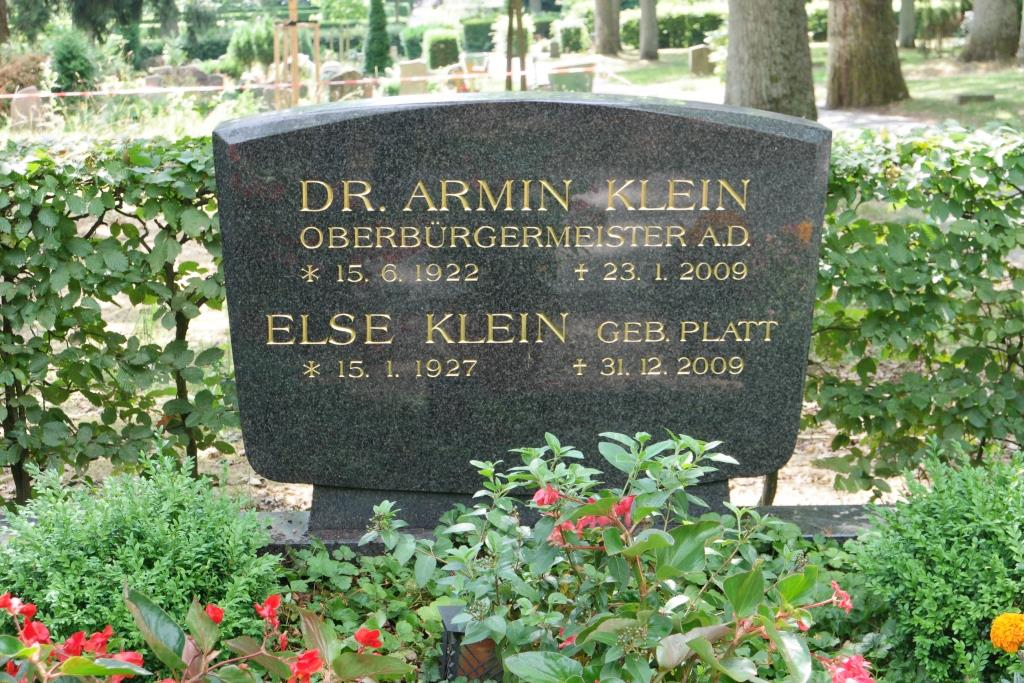
Grab des Politikers Armin Klein (1922–2009) auf dem Waldfriedhof in Bad Homburg v. d. Höhe.

Armin Klein (* 15. Juni 1922 in Dresden; † 23. Januar 2009 in Bad Homburg) war ein hessischer Politiker (CDU) und Oberbürgermeister der Stadt Bad Homburg vor der Höhe.

## Ausbildung und Beruf
Nach dem Kriegsdienst studierte Armin Klein in Bonn Rechtswissenschaften und promovierte 1950 zum Dr. jur. Nach dem Studium arbeitete er zunächst als Assessor bei der Stadt Bad Godesberg.

## Politik
Armin Klein wurde für die CDU als hauptamtlicher Stadtrat der Stadt Bad Godesberg gewählt und war im Magistrat für das Rechtsamt zuständig. 
Am 2. Juli 1962 trat Armin Klein sein Amt als Bürgermeister der Stadt Bad Homburg als Nachfolger von Karl Horn an. Im Jahr 1968 und 1974 wurde er jeweils wiedergewählt. Seit dem Jahr 1979 lautete die Amtsbezeichnung Oberbürgermeister, weil Bad Homburg seitdem die gesetzlichen Voraussetzungen einer Sonderstatusstadt erfüllt.
Ende der 1970er Jahre kam es zu Meinungsverschiedenheiten zwischen OB Armin Klein und der CDU. Während die CDU einen Neubau des Kurhauses befürwortete, sprach sich Klein entschieden gegen das Vorhaben aus. Die CDU entschied sich daher bei der Oberbürgermeisterwahl 1980 nicht für Klein, sondern für eine Nominierung Wolfgang Assmanns. Klein trat daraufhin als Kandidat der SPD an, erhielt jedoch keine Mehrheit (er erhielt 24 Stimmen, Wolfgang Assmann 34). Am 30. Juni 1980 endete daher seine Amtszeit.

## Auszeichnungen
Armin Klein war Träger des Bundesverdienstkreuzes am Bande, der Freiherr-vom-Stein-Plakette und der Ehrenplakette der Stadt Bad Homburg. Er ist auf dem Waldfriedhof in Bad Homburg vor der Höhe begraben.